# DigiSign
DigiSign este o companie furnizoare de certificate digitale și servicii adiționale din România.
Este una dintre cele trei societăți comerciale care pot emite certificate digitale fiscale pentru firme sau contabili din România.
A fost înființată în anul 2005, iar patronii de la acea dată erau generalii în rezervă Constantin Grigoriu Dan și Victor Marcu.
Constantin Grigoriu Dan, a fost implicat în cel puțin două dosare care au ajuns în fața judecătorilor: Afacerea Jimbolia (contrabandă cu produse petroliere) și Devalizarea Bancorex.
Până în anul 2007, ambii proprietari au renunțat la părțile sociale, vânzând afacerea senatorului UDMR, Verestoy Attila.
În prezent, DigiSign este deținută de grupul iNES și compania off-shore Comaford LTD, deținută de Verestoy Attila.